# Cheyney (Pennsylvanie)
Cheyney est une census-designated place située dans les comtés de Chester et de Delaware, dans l’État de Pennsylvanie, aux États-Unis. Lors du recensement de 2020, elle compte 565 habitants.